# Partia Postępowa (1912)

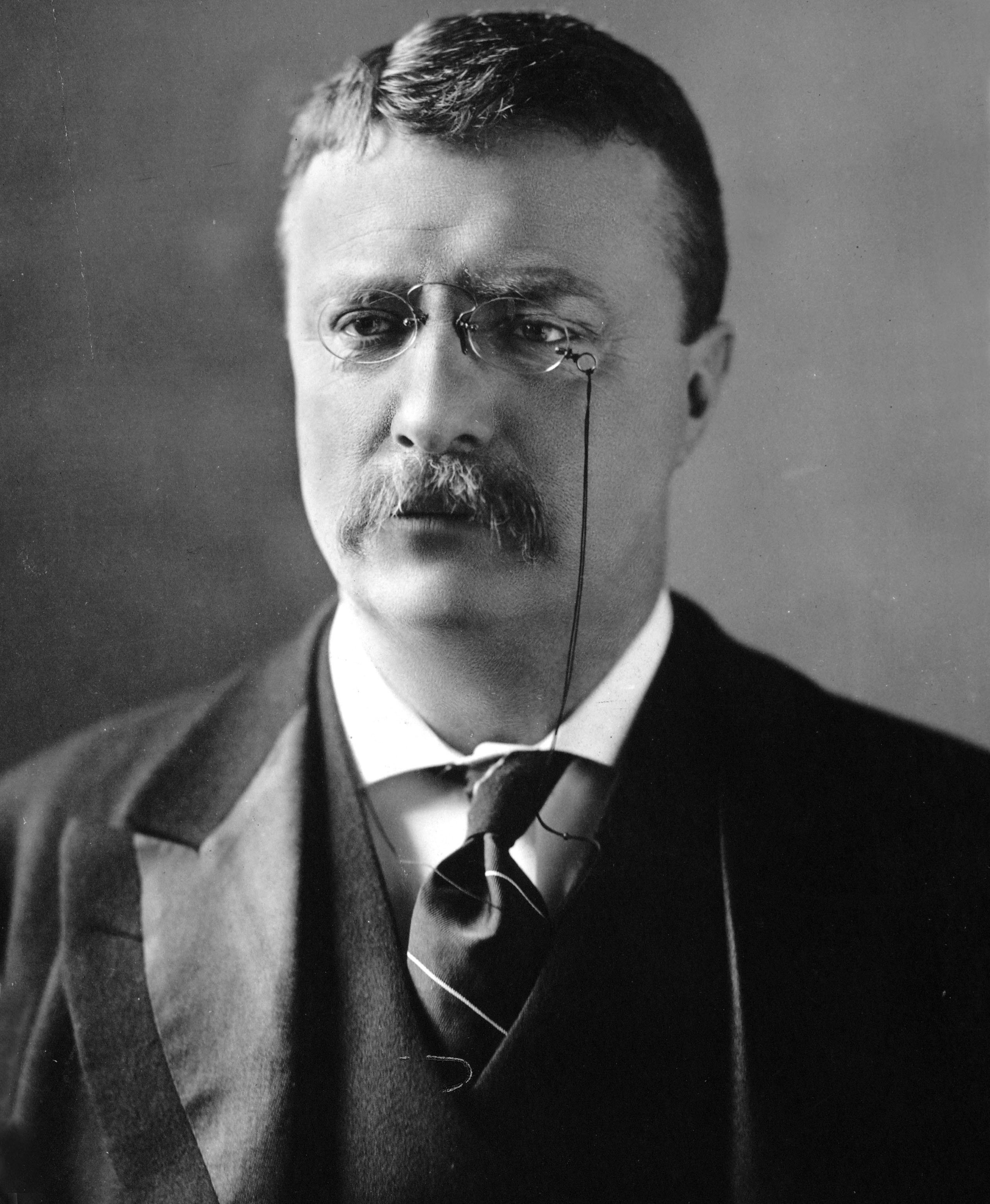
Theodore Roosevelt

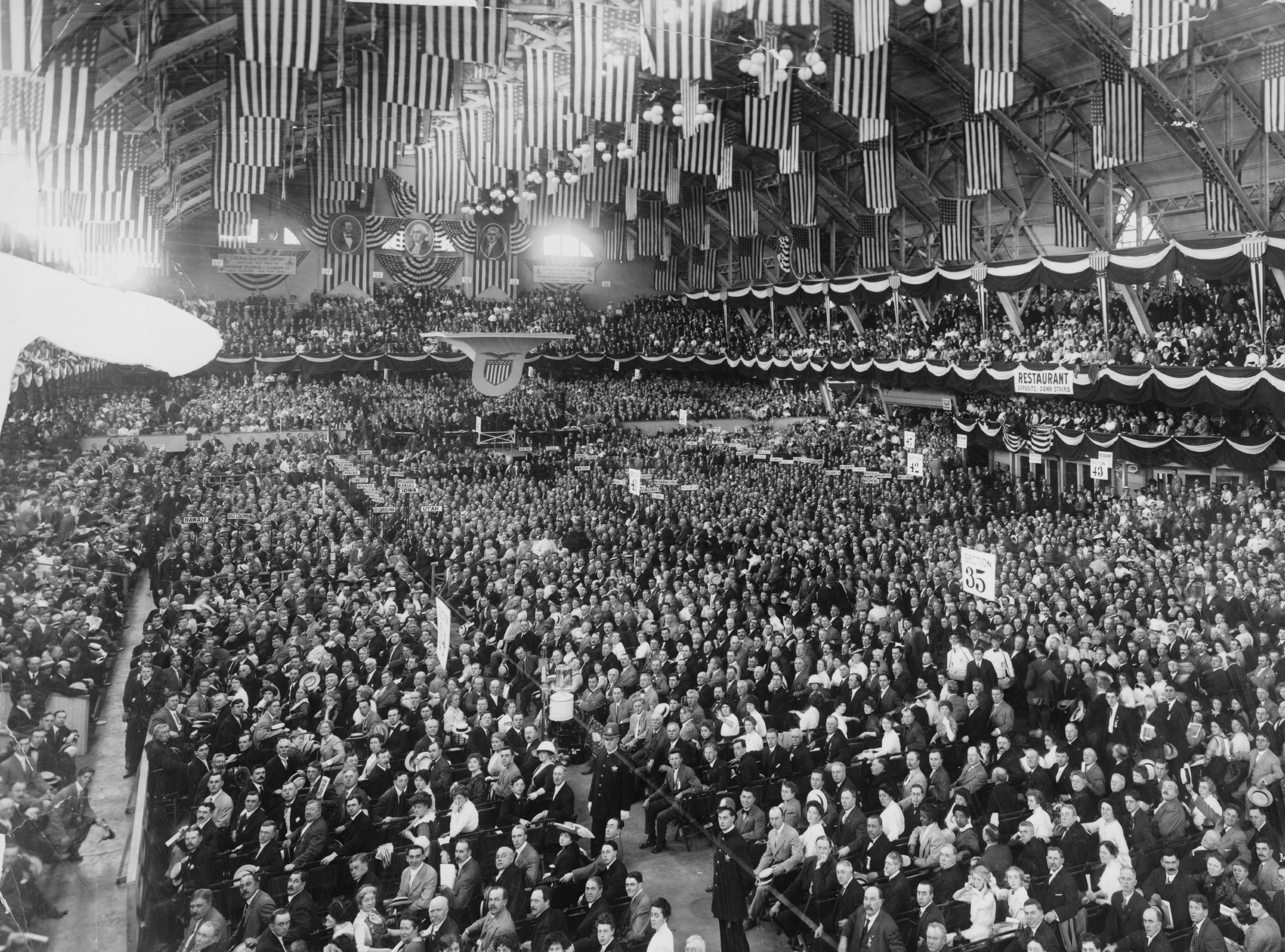
Konwencja Partii Postępowej w 1912 roku

Partia Postępowa (ang. Progressive Party), Partia Łosia (ang. Bull Moose Party) – amerykańska rozłamowa partia polityczna, która powstała jako platforma wyborcza Theodore’a Roosevelta w wyborach prezydenckich w 1912 roku.
Roosevelt pragnął zostać kandydatem Partii Republikańskiej w wyborach w 1912 roku, jednak nie znalazł poparcia. Sprzeciwiając się narastającemu konserwatyzmowi w Partii Republikańskiej  kontrolowanej przez prezydenta Williama Tafta, senator Robert M. La Follette z Wisconsin zorganizował w 1911 roku Narodowo-Republikańską Ligę Postępową. W następnym roku przekształciła się ona w Partię Postępową i 7 sierpnia 1912 roku zorganizowała konwencję, na której nominowała Roosevelta na kandydata na prezydenta, a Hirama W. Johnsona z Kalifornii na wiceprezydenta. Popularna nazwa Partia Łosia pochodzi od określenia, którym często opisywał się Roosevelt, porównując się do silnego i pełnego wigoru zwierzęcia.
Partia Postępowa wyrażała poglądy zbieżne z ideami jej przywódcy, popierając prawa obywatelskie kobiet, budowę systemu zabezpieczenia społecznego, regulację sektora bankowego, ubezpieczenia zdrowotne w przemyśle i zwiększenie praw robotników.
Partia zdobyła ok. 25% głosów wyborców. Z powodu rozłamu wśród republikanów i powstania Partii Postępowej, zwycięstwo odniósł demokrata Woodrow Wilson. Partia nominowała kandydatów w wyborach do Kongresu w 1914 roku, jednak osiągnęli oni mierne wyniki. Z czasem Partia Postępowa zaczęła tracić na znaczeniu, po czterech latach Roosevelt pojednał się z Partią Republikańską i wrócił w jej szeregi, choć postępowcy proponowali mu nominację prezydencką. Po odmowie Roosevelta, Partia Postępowa nominowała Charlesa Hughesa, co spowodowało kryzys w ugrupowaniu. Wkrótce potem partia zaprzestała działalności.
| Wybory prezydenckie | Kandydat           | Głosy powszechne | Głosy elektorskie |
| ------------------- | ------------------ | ---------------- | ----------------- |
| 1912                | Theodore Roosevelt | 4 119 207        | 88                |
| 1916                | Theodore Roosevelt | 35 234           | 0                 |

| Wybory do Izby Reprezentantów | Liczba mandatów |
| ----------------------------- | --------------- |
| 1912                          | 9               |
| 1914                          | 6               |
| 1916                          | 3               |

| Wybory do Senatu | Liczba mandatów |
| ---------------- | --------------- |
| 1912             | 1               |